# Пітер Сігал
Пітер Сігал (англ. Peter Segal; 20 квітня 1962) — американський кінорежисер, продюсер, сценарист і актор, який працює над фільмами в жанрі комедія.

## Фільмографія
- 1989 — Premiere: Inside the Summer Blockbusters (документальний фільм, в титрах не вказаний)
- 1991 — Tom Arnold: The Naked Truth (ТВ-відео)
- 1992 — Tom Arnold: The Naked Truth 2 (ТВ-відео)
- 1993 — Tom Arnold: The Naked Truth 3 (ТВ-відео)
- 1993 — The Jackie Thomas Show (ТВ-серіал)
- 1994 — Голий пістолет 33⅓: Остання образа / Naked Gun 33 1/3: The Final Insult — продюсер 'Sawdust & Mildew'
- 1995 — Тюхтій Томмі / Tommy Boy
- 1996 — Мої дорогі американці / My Fellow Americans — ТВ-технік
- 1996 — 2008 — HBO: Перший погляд / HBO First Look (документальний ТВ-серіал, грає самого себе)
- 2000 — Божевільний професор 2: Сім'я Клампів / Nutty Professor II: The Klumps — людина з поп-корном
- 2002 — Hidden Hills (ТВ-серіал)
- 2003 — Управління гнівом (фільм) / Anger Management
- 2003 — Skull Session: The Making of 'Anger Management' (коротке документальне відео, особлива подяка)
- 2003 — My Buddy Jack (коротке документальне відео, грає самого себе)
- 2004 — Reel Comedy (ТВ-серіал, грає самого себе)
- 2004 — The Dating Scene (коротке документальне відео, грає самого себе)
- 2004 — 50 перших поцілунків / 50 First Dates
- 2004 — Talkin' Pidgin: Hawaiian Slang (коротке відео, особлива подяка)
- 2005 — 'Tommy Boy': Behind the Laughter (коротке документальне відео, грає самого себе)
- 2005 — Just the Two of Us (коротке документальне відео, грає самого себе)
- 2005 — Growing Up Farley (коротке відео, грає самого себе)
- 2005 — Все або нічого / The Longest Yard
- 2005 — Stories from the Side of the Road (коротке документальне відео, грає самого себе)
- 2007 — Біографія / Biography (документальний ТВ-серіал, грає самого себе)
- 2008 — Будь кмітливим / Get Smart
- 2008 — Шоу з Керрі Кіган / Up Close with Carrie Keagan (ТВ-серіал, грає самого себе)
- 2010 — In Security (ТВ-відео)
- 2013 — Гранд реванш / Grudge Match
- 2018 — Почни спочатку / Second Act
- 2020 — Мій шпигун / My Spy